# Stralsunder Straßennamen/K
Dies ist ein Verzeichnis der Straßennamen der Hansestadt Stralsund.
Das Verzeichnis nennt den Namen der Straße und (in Klammern) den Ortsteil. Dazu wird eine Erläuterung (Jahr der Benennung, Grund) zum Straßennamen gegeben. Wegen der großen Anzahl an Straßen wurde das Verzeichnis nach den Anfangsbuchstaben der Straßennamen aufgeteilt. Unter „Allgemeines“ finden Sie die Einleitung und Erläuterungen zu den Straßennamen allgemein.
Beispiel: Den Amanda-Weber-Ring finden Sie unter A.
- Kalandshof (Franken / Frankenvorstadt)

- Kalkofenweg (Franken / Frankenvorstadt)

- Kalmusweg (Tribseer / Tribseer Wiesen)

Benannt nach der Pflanze Kalmus. Dieses Stadtviertel wurde auf einem ehemaligen Wiesengelände errichtet.
- Kamillenweg (Tribseer / Tribseer Wiesen)

Benannt nach der Kamille. Dieses Stadtviertel wurde auf einem ehemaligen Wiesengelände errichtet, woraufhin ein großer Teil der Straßennamen auf Wiesenpflanzen zurückzuführen ist.
- Kanonenweg

ehemaliger Straßenname, siehe Lindenstraße
- Karl-Fröhlich-Straße (Tribseer / Tribseer Wiesen)

Benannt nach dem Dichter, Maler und Silhouettenkünstler Karl Hermann Fröhlich (1821–1898). Der gebürtige Stralsunder fertigte v. a. Silhouetten und Holzschnittdrucke. Als Dichter machte er sich hauptsächlich durch seine Gedichte in plattdeutscher Sprache einen Namen.
- Karl-Krull-Straße (Tribseer / Tribseer Vorstadt)

Benannt nach dem in Barhöft geborenen Lehrer Karl Krull (* 1905, † 1932). Er war Lehrer in Stralsund und Greifswald. Der Sozialdemokrat wurde am 19. Juli 1932 in Negast von Nationalsozialisten ermordet.

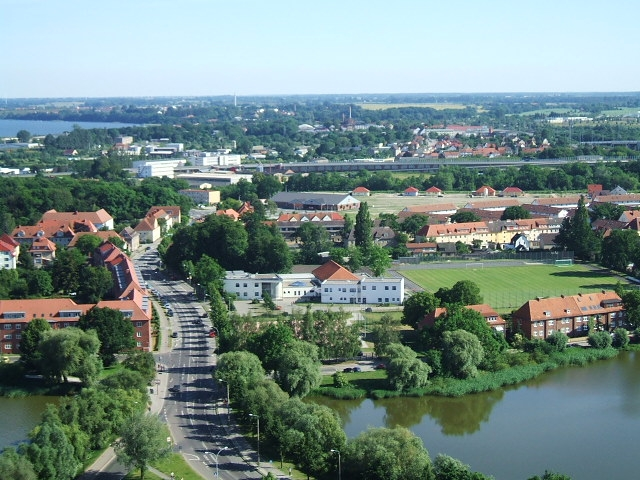
Karl-Marx-Straße in Richtung Rügen

- Karl-Marx-Straße (Franken / Frankenvorstadt)

Benannt nach dem deutschen Philosophen, Ökonomen und Wissenschaftler Karl Marx. Ein direkter Bezug zu Stralsund besteht nicht.
- Karoline-Herschel-Straße (Lüssower Berg / Am Lüssower Berg)

Benannt nach der deutschen Astronomin Karoline Herschel. Sie galt als die erste weibliche Astronomin überhaupt und war eine der herausragendsten Naturwissenschaftlerinnen des 19. Jahrhunderts. Sie entdeckte acht Kometen und eine Vielzahl von Doppelsternen. Ein direkter Bezug zu Stralsund besteht allerdings nicht.
- Karrenstraße

ehemaliger Straßenname, siehe Jacobichorstraße
- Kastanienweg (Langendorfer Berg / Langendorfer Berg)

Benannt nach der Kastanie. Viele Straßen dieses Stadtviertels wurden nach einheimischen Pflanzen und Bäumen benannt.
- Katharina-Bamberg-Weg (Tribseer / Tribseer Wiesen)

Benannt nach der Stralsunder Malerin Katharina Bamberg (* 1873; † 1966). Ihre Landschaftsmalereien orientierten sich hauptsächlich an Motiven der Inseln Rügen und Hiddensee. Einige ihrer Werke sind im Stralsunder Kulturhistorischen Museum zu besichtigen.
- Katharinenberg (Altstadt / Altstadt)

Benannt nach dem Katharinenkloster, das dort seit 1251 sein ursprüngliches Domizil hatte. Der Katharinenberg wurde teilweise auch Katerberg genannt; eine volkstümliche Bezeichnung Katharinas. Bis 1869 hieß der Abschnitt zwischen Mönchstraße und der Henning-Mörder-Straße noch Hilkenhol nach einer Familie Hilke; hol bezeichnete eine Enge. Im Katharinenberg wohnten bis in das 19. Jahrhundert ausschließlich die Ärmsten der Stadt. In der Nähe befand sich eine Rackerei, in der alle Abfälle der Stadt beseitigt wurden.
- Käthe-Rieck-Straße

Benannt nach der deutschen Museumsdirektorin und Kunsthistorikerin Käthe Rieck (1902–2004). Sie ist eine Ehrenbürgerin Stralsunds.
- Kedingshäger Straße (Knieper / Kniepervorstadt bzw. Knieper Nord)

Benannt nach dem Ort Kedingshagen in unmittelbarer Nähe Stralsunds.
- Kesserhagen

ehemaliger Straßenname, siehe Schillstraße
- Ketelhotstraße (Tribseer / Tribseer Vorstadt)

Benannt nach dem Reformator Christian Ketelhot, auch Ketelhodt (* 1492, † 1542). Er war zur Zeit der Reformation Pastor in Stralsund.
- Kiebenhieberstraße (Altstadt / Altstadt)

Zwischen der Bleistraße und der Tribseer Straße verläuft die heutige Kiebenhieberstraße. Dies war bis 1869 nur der Name des Abschnitts zwischen Marienstraße und Bleistraße, der Abschnitt zwischen Bleistraße und Tribseer Straße hieß Taschenmacherstraße (hier waren jedoch nicht die Taschenmacher angesiedelt: Belegt ist aus dem 15. Jahrhundert die Schreibweise Taschenstrate, wobei mit Tasche oder Täschlein Huren bezeichnet wurden. Dieser Straßenname war später wohl auch nicht mehr genehm, so dass er in Taschenmacher umgewandelt wurde). Die Kiebenhieberstraße ist seit 1402 nachweisbar, wobei die Schreibweise Kyvenibbestrate (kyven = niederdeutsch für streiten, nibbe = niederdeutsch für Schnabel) eher Streitschnabelstraße übersetzt werden müsste. Namensgeber waren offenbar – wie in anderen Städten auch – streitsüchtige Frauen. Spätere Schreibweisen verfremdeten den Namen mehr und mehr.
- Kieler Ring (Grünhufe / Grünthal-Viermorgen)

Benannt nach der Stadt Kiel. Das Wohnviertel erhielt nach der politischen und ökonomischen Wende in der DDR überwiegend Namen von Städten, mit denen Stralsund zur Zeit der Hanse eng verbunden war.
- Kirchstraße (Grünhufe / Grünthal-Viermorgen)

- Klaus-Störtebeker-Ufer

ehemaliger Straßenname, siehe Wulflamufer
- Klausdorfer Straße (Knieper / Kniepervorstadt)

Benannt nach dem Ort Klausdorf bei Stralsund.
- Kleeweg (Tribseer / Tribseer Wiesen)

Benannt nach der Wiesenpflanze Klee. Dieses Stadtviertel wurde auf einem ehemaligen Wiesengelände errichtet.
- Kleine Parower Straße (Knieper / Kniepervorstadt bzw. Knieper Nord)

- Kleiner Diebsteig (Franken / Frankenvorstadt)

Der Kleine und der Große Diebsteig wurden bereits zu Beginn des 15. Jahrhunderts erwähnt, damals noch als devestig (deve bedeutet Diebe, Straßenräuber). Die Straßen lagen knapp außerhalb der Stadtmauern, am Handelsweg nach Greifswald. Hier trieben Straßenräuber ihr Unwesen. Ein Umbenennungswunsch am Ende des 19. Jahrhunderts an den „Hochwohlgeborenen Rath“ („Durch die gruseligen Namen bekommen wir keine Mieter mehr in unsere Häuser; wir sind gezwungen, deshalb die Sätze der Mieten immer stärker herabzustezen.“) blieb erfolglos.
- Kleiner Kamp (Süd / Andershof)

- Kleiner Wiesenweg (Tribseer / Tribseer Wiesen)

- Kleinschmiedstraße (Altstadt / Altstadt)

Erstmals wird diese Straße 1321 urkundlich erwähnt. Sie wurde nach dem Gewerbe des Kleinschmieds, auch Klensmede oder Klensmitt benannt.
Die Betreiber dieses Gewerbes fertigten feinere Schmiedearbeiten an, wie z. B. Türschlösser sowie andere feiner gearbeitete Gegenstände. Der Begriff des Kleinschmieds wie der des Schlossers sind synonym zu verstehen, jedoch zu unterschiedlichen Zeiten gebräuchlich.
In der Straße wohnten noch 1706 zwei Nagelschmiede und ein Goldschmied; sogar eine Familie Kleinschmidt ist nachgewiesen. Beim Absturz eines US-amerikanischen Kampfflugzeugs wurden am 20. Juni 1944 viele der Häuser hier zerstört. Seit 2010 wird der Rathausplatz saniert und bebaut, u. a. grenzt das neue Areal auch an die Kleinschmiedstraße und die Ossenreyer Straße!
- Klosterstraße (Altstadt / Altstadt bzw. Bastionengürtel)

- Knieperdamm (Knieper / Kniepervorstadt)

Das Erreichen der Stadttore Stralsunds war nur über Dämme möglich. Diese wurden nach der Richtung benannt, in die sie von Stralsund aus verliefen, oder nach dem Stadtteil, der Ausgangspunkt war. Der Knieperdamm (1319 erstmals erwähnt) verlief durch das wahrscheinlich nach einer Bürgerfamilie Knieper genannte Gebiet Stralsunds. Er diente auch als Staudamm für die Stadtteiche und als Damm, der die als Trinkwasserquelle genutzten Teiche gegen das bei Hochwasser anlaufende Wasser des Strelasunds schützen sollte. Seine heutige Form entstand durch das Schleifen der Befestigungen nach dem Ende der Festungszeit Stralsunds.
- Knieperstraße (Altstadt / Altstadt)

Die Knieperstraße wurde benannt nach der Familie Knep, einer wohlhabenden Stralsunder Familie. Erstmals erwähnt wurde sie in der zweiten Hälfte des 13. Jahrhunderts.
- Knieperwall (Altstadt / Altstadt)

Benannt nach der gleichnamigen ehemaligen Festungsanlage. Sie entstand in den 1880er Jahren. Der Alleecharakter entstand nach dem Wegfall des Festungsstatus Stralsunds 1873.
- Knöchelsöhren (Tribseer, Tribseer Vorstadt bzw. Tribseer Wiesen)

Seit Mitte des 19. Jahrhunderts ist ein Weg hier belegt. Dieser Feldweg wurde zunächst Weg vom Tribseer Thor nach dem Frankenthor genannt. Knöchelsöhren war schon damals ein Begriff, der allerdings nur die Gemarkung bezeichnete. Im Jahr 1869 erhielt der Weg die noch heute geltende Bezeichnung.
Knöchelsöhren ist wie folgt zu erklären: Knöchel stammt vom niederdeutschen Wort knevel, was die Bezeichnung für einen kleinen Hügel ist. Dieser Hügel allerdings wurde beim Bau der Häuser eingeebnet. Öhren stammt vom niederdeutschen Wort Hörn, welches sowohl für eine Anhöhe als auch für Ecke oder Winkel steht.
In Knöchelsöhren befand sich von 1871 bis in die ersten Jahre des 20. Jahrhunderts ein Friedhof, Franzosenfriedhof genannt.
- Kolberger Straße (Grünhufe / Grünthal-Viermorgen)

Benannt nach der Stadt Kolberg. Das Wohnviertel erhielt nach der politischen und ökonomischen Wende in der DDR überwiegend Namen von Städten, mit denen Stralsund zur Zeit der Hanse eng verbunden war.
- Königsmarkstraße (Knieper / Kniepervorstadt)

Benannt nach dem schwedischen Feldherrn Hans Christoph von Königsmarck.
- Koppelstraße (Lüssower Berg / Am Umspannwerk bzw. Am Lüssower Berg)

- Kormoranweg (Lüssower Berg / Am Lüssower Berg)

Benannt nach dem Kormoran. Viele der Straßen dieses Stadtviertels erhielten ihren Namen nach einheimischen Vogelarten.
- Kornblumenweg (Süd / Devin)

Benannt nach der Kornblume. Viele Straßen dieses Stadtviertels wurden nach einheimischen Pflanzen und Gräsern benannt.
- Kornwinkel (Tribseer / Tribseer Wiesen)

- Kosegartenweg (Knieper / Kniepervorstadt)

Benannt nach dem norddeutschen Pastor, Professor und Schriftsteller Ludwig Gotthard Kosegarten (* 1758; † 1818). Ein direkter Bezug zu Stralsund besteht nicht.
- Kranichgrund (Grünhufe / Vogelsang)

Benannt nach dem Kranich. Einige Straßen dieses am Stadtrand gelegenen Viertels wurden nach einheimischen Vogelarten benannt.
- Krauthofstraße (Franken / Frankenvorstadt)

Benannt nach dem Stralsunder Bürgermeister Christoph Krauthof, der dieses Amt von 1627 bis zu seinem Tod im Jahr 1655 ausübte.
- Kreuzdornweg (Süd / Andershof)

Benannt nach dem heimischen Kreuzdorn. In diesem Stadtviertel wurden die Straßen überwiegend nach einheimischen Pflanzen benannt.
- Kreuzweg (Franken / Frankenvorstadt)

- Kronswinkel (Altstadt / Altstadt)

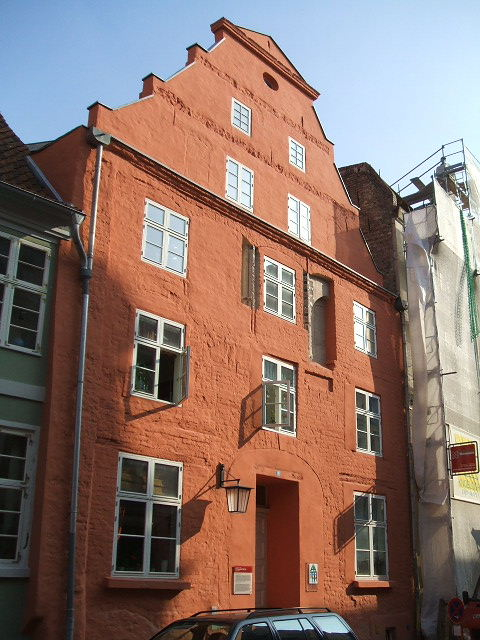
In der Külpstraße

- Krummer Weg (Tribseer / Tribseer Siedlung)

Bis 1945 hieß die Straße Karl-Kuhn-Weg.
- Kubitzer Ring (Knieper / Knieper Nord)

- Külpstraße (Altstadt / Altstadt)

Benannt nach der stralsundischen Patrizierfamilie von Külpen, die v. a. im 16. Jahrhundert großen Einfluss auf die Geschicke der Stadt hatte.
Ursprünglich hieß die Külpstraße platea frantrum, da sie vom Alten Markt direkt auf das Johanniskloster zuführte. Zu Beginn des 15. Jahrhunderts wurde die Straße dann nach einer Kaufmannsfamilie benannt, und zwar nach deren Vertreter Johannes von Külpen, der ab 1407 Bürgermeister in Stralsund war.
- Kupferteichring (Tribseer / Tribseer Wiesen)

- Kurt-Barthel-Straße

benannt nach dem Dichter Kurt Barthel
ehemaliger Straßenname, siehe Heinrich-von-Stephan-Straße
- Kurt-Bürger-Straße (Grünhufe / Grünthal)

benannt nach Kurt Bürger
ehemaliger Straßenname, siehe Carl-F.-Gorderler-Straße
- Kurt-Tucholsky-Weg (Knieper / Knieper West)

Benannt nach dem deutschen Journalisten und Schriftsteller Kurt Tucholsky. Ein direkter Bezug zu Stralsund besteht nicht.
- Kurze Straße (Franken / Frankenvorstadt)

- Küterdamm (Tribseer / Tribseer Vorstadt)

Das Erreichen der Stadttore Stralsunds war nur über Dämme möglich. Diese wurden nach der Richtung benannt, in die sie von Stralsund aus verliefen, oder nach dem Stadtteil, der Ausgangspunkt war. Der Küterdamm wurde nach den die Innereien der Tiere (die küt) verarbeitenden Fleischern, die in der Nähe ihr Handwerk verrichteten, benannt. Seine heutige Form entstand durch das Schleifen der Befestigungen nach dem Ende der Festungszeit Stralsunds.